# Cephalozia schusteriana
Cephalozia schusteriana là một loài rêu trong họ Cephaloziaceae. Loài này được J.J. Engel mô tả khoa học đầu tiên năm 2007.